# Малый Устьинский мост
Ма́лый У́стьинский мост — автодорожный металлический рамный мост через реку Яузу в Москве. Построен в 1938 году вместе с Большим Устьинским мостом. Соединяет Москворецкую набережную с Котельнической набережной.

## Название
Название моста связано с его местоположением — в устье реки Яузы при впадении её в Москву-реку.

## История

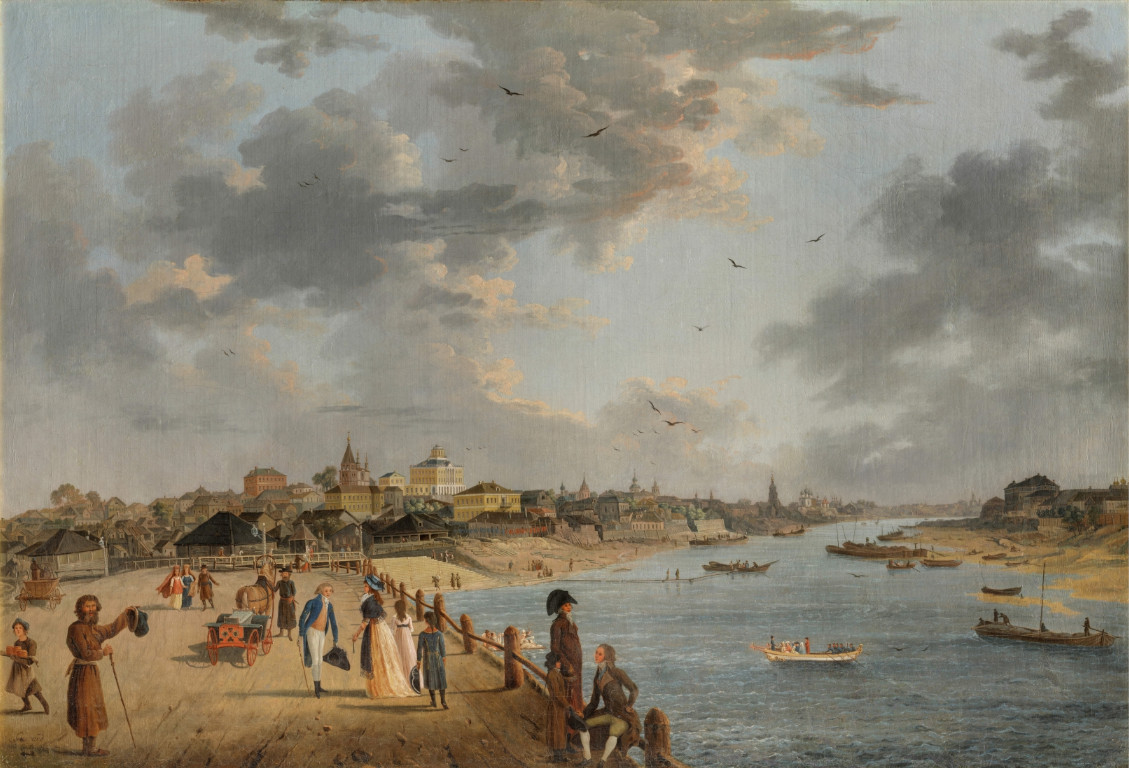
Вид Яузского моста и дома Шапкина в Москве, Ж. Делабарт, 1797

Мост в устье реки Яузы изображён уже на плане, датируемом концом XVIII века.
Мост также есть и на картине 1797 года французского пейзажиста Жерара Делабарта и на «Плане Древнего Столичного Города Москвы…» 1806—1808 годов.
В 1883 году вместо деревянного моста был построен железный Малый Устьинский. 
В 1938 году по проекту инженера М. Д. Грайвороновского и архитектора И. В. Ткаченко был построен новый мост. 
В период с 2009 по 2011 год производилась его реконструкция силами ООО «Мостотоннельстрой» по проекту ОАО «Институт Гипростроймост».

## Описание
Мост однопролётный, металлический, рамного типа. Особенностью моста является то, что в плане (сверху) он представляет собой трапецию. Это обусловлено тем, что мост расположен в устье реки Яузы при впадении её в Москву-реку.

## Соседний мост через Яузу
- Выше по течению реки — Астаховский мост.